# Synopsis purioris theologiae
Met de synopsis purioris theologiae wordt de Leidse synopsis (1625) bedoeld. Het kan vertaald worden als: Synopsis van een zuiverder theologie. Het betreft een boek met 52 disputaties onder het voorzitterschap van de hoogleraren in de theologie Johannes Polyander (1568-1646), Antonius Walaeus, Antonius Thysius de Oudere en Andreas Rivetus gehouden.
De disputaties die aan de universiteit werden gehouden, waren een soort debatoefening in het argumenteren. In dit werk wordt op een compacte manier de gehele gereformeerde leer behandeld, zoals die in het begin van de zeventiende eeuw werd gedoceerd aan de studenten theologie te Leiden.

## Inhoudsopgave of overzicht met disputaties
1. Over de theologie
2. Over de noodzakelijkheid en het gezag van de Heilige Schrift
3. Over de canonieke en apocriefe boeken
4. Over de volkomenheid van de Heilige Schrift
5. Over de duidelijkheid en de uitleg van de Heilige Schrift
6. Over de natuur van God en de Goddelijke eigenschappen
7. Over de triniteit
8. Over de persoon van de Vader en de Zoon
9. Over de persoon van de Heilige Geest
10. Over de schepping der wereld
11. Over de voorzienigheid
12. Over de goede en de kwade engelen
13. Over de mens geschapen naar Gods beeld
14. Over de val van Adam
15. Over de erfzonde
16. Over de dadelijke zonde
17. Over de vrije wil
18. Over de wet van God
19. Over de afgodendienst
20. Over de eed
21. Over de sabbath en de dag des Heeren
22. Over het evangelie
23. Over het oude en het nieuwe testament
24. Over de predestinatie
25. Over de incarnatie en de vereniging van de twee naturen van Christus
26. Over het ambt van Christus
27. Over de staat van vernedering van Christus
28. Over de staat van verhoging van Christus
29. Over de voldoening van Jezus Christus
30. Over de roeping
31. Over het geloof en de volharding van de heiligen
32. Over de bekering
33. Over de rechtvaardiging
34. Over de goede werken
35. Over de christelijke vrijheid
36. Over de aanroeping
37. Over de aalmoezen en het vasten
38. Over de geloften
39. Over het vagevuur en de aflaten
40. Over de kerk
41. Over Christus het hoofd van de kerk en over de antichrist
42. Over de roeping en functies van kerkdienaren
43. Over de sacramenten in het algemeen
44. Over het sacrament van de doop
45. Over het avondmaal des Heeren
46. Over het misoffer
47. Over de vijf valse sacramenten
48. Over de kerkelijke tucht
49. Over de concilies of kerkelijke vergaderingen
50. Over de burgerlijke overheid
51. Over de opstanding van het vlees en het laatste oordel
52. Over het eeuwige leven